# Johannes Stammel
Johannes Stammel (* in Lübeck; † 31. Dezember 1483 ebenda) war ein deutscher Hochschullehrer und Domherr.

## Leben
Der aus Lübeck stammende Johannes Stammel immatrikulierte sich Ostern 1426 zum Studium an der Universität Rostock. Er wurde an der Philosophischen Fakultät in Rostock im Sommer 1428 zum Bakkalar und im Wintersemester 1434/1435 zum Magister Artium promoviert. Ab dem Wintersemester 1435/1436 studierte er Rechtswissenschaft an der Universität Erfurt. Ab 1444 ist er bis 1466 mehrfach als Dekan der Philosophischen Fakultät sowie als Rektor und Vizerektor der Universität Rostock aufgeführt, wo er nach dem Bakkalaureat der Rechte wohl vor 1450 als Lizentiat des Kirchenrechts abschloss. 1456 immatrikulierte Stammel sich an der Universität Greifswald. Zum Doctor decr. wird er vor April 1460 promoviert worden sein. 
Er wurde Domherr des Domkapitels des Lübecker Doms und war zum Ende seines Lebens Pfarrherr (Pleban) an der Lübecker Marienkirche. Als Domherr wurde er unter einer Figurengrabplatte im Dom bestattet. Er stiftete testamentarisch eine Kommende an der Marienkirche, deren Patronat er den Älterleuten der Böttcher und Grüzmacher übertrug.
Sein Bruder Thomas Stammel wurde 1462 ebenfalls Rektor der Universität Rostock.

## Grabplatte
Die Grabplatte im Lübecker Dom ist nicht erhalten, aber nach dem Memorienregister des Lübecker Doms beschrieben. Danach handelte es sich um eine Doppelfigurengrabplatte, die zwei Domherren und ein Schild mit drei Adlern zeigte. Allerdings wurde nur Johannes Stammel unter dieser Grabplatte bestattet. Der andere Domherr auf der Grabplatte Dietrich von Calven oder auch Theodericus Calvis aus Itzehoe war seit 1459 Dompropst in Lübeck und verstarb als Dr. decr., Protonotar und Referendar von Papst Sixtus IV. am 13. August 1473 in Rom, wo seine (eigentliche) Wappengrabplatte in Santa Maria dell’Anima 1744 erneuert wurde. Auch auf der erneuerten Grabplatte ist das Wappen völlig abgetreten.